# Napoli Femminile 2023-2024
Questa voce raccoglie le informazioni riguardanti il Napoli Femminile nelle competizioni ufficiali della stagione 2023-2024.

## Stagione
Nella stagione 2023-24 il Napoli Femminile ha partecipato al campionato di Serie A dopo la vittoria del campionato di Serie B, ottenuta nella stagione precedente. L'allenatore Biagio Seno, tra gli artefici della promozione nella massima serie, è stato confermato anche per la stagione 2023-24. Come campo da gioco per le partite casalinghe è stato confermato lo stadio comunale Giuseppe Piccolo di Cercola.
Nel girone d'andata della stagione regolare di Serie A la squadra aveva perso tutte le partite, conquistando il primo punto alla prima giornata del girone di ritorno, pareggiando in casa col Como.  Vincendo la penultima del ritorno contro il Pomigliano, il Napoli raggiunse il nono posto in classifica, scavalcando proprio le granata, posizione nella quale concluse la stagione regolare, accedendo alla poule salvezza. Un migliore rendimento nel corso della poule salvezza ha consentito al Napoli di mantenere la nona posizione, chiudendo con 13 punti conquistati, frutto di 2 vittorie, 7 pareggi e 17 sconfitte, e accedendoallo spareggio promozione-retrocessione contro la Ternana, seconda classificata in Serie B. Il Napoli ha vinto la gara d'andata in trasferta per 1-2 grazie a una rete di Paola Di Marino nei minuti di recupero del secondo tempo, per poi pareggiare in casa per 0-0, superando la Ternana in aggregato 2-1 e mantenendo la categoria.
In Coppa Italia la squadra è arrivata fino ai quarti di finale. Dopo aver eliminato la Res Roma ai sedicesimi di finale, agli ottavi di finale ha superato il Como. Ai quarti di finale ha affrontato la Roma, vincendo, a sorpresa, la gara d'andata per 2-0; al ritorno la Roma rimontò, vincendo per 3-0 ed eliminando il Napoli dal torneo.

## Organigramma societario
Di seguito l'organigramma societario, come da sito ufficiale.
Area amministrativa
- Presidente: Alessandro Maiello
- Presidente onorario: Raffaele Carlino
- Vice presidente: Luigi Rapullino
- Amministratore Delegato: Francesco Tripodi
- Consigliere: Luciano Cimmino

Area tecnica
- Direttore generale: Marco Zwingauer
- Allenatore: Biagio Seno
- Allenatore in seconda: Andrea Marigliano
- Team manager: Alessandra Nencioni
- Collaboratore tecnico: Paolino Baldari
- Preparatore atletico: Pasquale Perna
- Preparatore dei portieri: Andrea Cerboneschi

Area sanitaria
- Medico sociale: Giulio Magliulo
- Consulente ortopedico: Luciano Curci
- Fisioterapista: Sossio Novelletti

## Rosa
Rosa, ruoli e numeri di maglia aggiornati al 9 aprile 2024.
| N. |                        | Ruolo | Calciatrice        |
| -- | ---------------------- | ----- | ------------------ |
| 1  | Italia (bandiera)      | P     | Beatrice Beretta   |
| 2  | Italia (bandiera)      | D     | Sara Cammarano     |
| 3  | Giappone (bandiera)    | D     | Miharu Kobayashi   |
| 4  | Italia (bandiera)      | D     | Martina Di Bari    |
| 5  | Italia (bandiera)      | D     | Paola Di Marino    |
| 6  | Italia (bandiera)      | D     | Federica Veritti   |
| 7  | Italia (bandiera)      | C     | Giulia Giacobbo    |
| 8  | Italia (bandiera)      | C     | Claudia Mauri      |
| 9  | Spagna (bandiera)      | A     | Elisa del Estal    |
| 10 | Svezia (bandiera)      | A     | Marija Banusic     |
| 11 | Germania (bandiera)    | C     | Gina Chmielinski   |
| 15 | Stati Uniti (bandiera) | D     | Susanna Friedrichs |
| 17 | Italia (bandiera)      | A     | Alice Corelli      |

| N. |                     | Ruolo | Calciatrice        |
| -- | ------------------- | ----- | ------------------ |
| 18 | Italia (bandiera)   | C     | Alice Giai         |
| 19 | Slovenia (bandiera) | A     | Nina Kajzba        |
| 20 | Italia (bandiera)   | C     | Valentina Gallazzi |
| 21 | Italia (bandiera)   | P     | Francesca Fabiano  |
| 24 | Italia (bandiera)   | C     | Alessia D'Angelo   |
| 25 | Giappone (bandiera) | C     | Yuki Togawa        |
| 26 | Italia (bandiera)   | D     | Sofia Bertucci     |
| 29 | Spagna (bandiera)   | A     | Paloma Lázaro      |
| 33 | Italia (bandiera)   | D     | Alice Pellinghelli |
| 42 | Croazia (bandiera)  | P     | Doris Bačić        |
| 44 | Italia (bandiera)   | D     | Tecla Pettenuzzo   |
| 90 | Italia (bandiera)   | C     | Gabriella Langella |
| 99 | Italia (bandiera)   | A     | Morena Gianfico    |

## Calciomercato

### Sessione estiva
| Acquisti | Acquisti           | Acquisti                  | Acquisti   |
| R.       | Nome               | da                        | Modalità   |
| -------- | ------------------ | ------------------------- | ---------- |
| P        | Doris Bačić        | Levante Las Planas        | definitivo |
| P        | Beatrice Beretta   | Juventus                  | prestito   |
| P        | Francesca Fabiano  | Sampdoria                 | definitivo |
| D        | Sofia Bertucci     | Juventus                  | prestito   |
| D        | Susanna Friedrichs | Houston Dash              | definitivo |
| D        | Miharu Kobayashi   | Nojima Stella Kanagawa S. | definitivo |
| D        | Alice Pellinghelli | Sassuolo                  | prestito   |
| D        | Tecla Pettenuzzo   | Roma                      | definitivo |
| C        | Valentina Gallazzi | Roma                      | prestito   |
| C        | Giulia Giacobbo    | Fiorentina                | prestito   |
| C        | Alice Giai         | Juventus                  | prestito   |
| A        | Marija Banusic     | Parma                     | definitivo |
| A        | Gina Chmielinski   | Rosengård                 | definitivo |
| A        | Alice Corelli      | Roma                      | prestito   |
| A        | Nina Kajzba        | Roma                      | prestito   |
| A        | Paloma Lázaro      | Parma                     | definitivo |

| Cessioni | Cessioni                | Cessioni   | Cessioni      |
| R.       | Nome                    | a          | Modalità      |
| -------- | ----------------------- | ---------- | ------------- |
| P        | Matilde Copetti         | Milan      | svincolata    |
| P        | Sabrina Tasselli        | Ternana    | svincolata    |
| P        | Chiara Repetti          | Genoa      | svincolata    |
| D        | Carminia Botta          |            | svincolata    |
| D        | Aurora De Sanctis       |            | svincolata    |
| D        | Antonia Dulčić          | ALG Spor   | svincolata    |
| D        | Michela Franco          |            | svincolata    |
| D        | Melissa Nozzi           | Parma      | svincolata    |
| D        | Melissa Toomey          |            | svincolata    |
| C        | Giulia Ferrandi         | Lazio      | svincolata    |
| C        | Sara González Rodríguez | Ternana    | svincolata    |
| C        | Valentina Puglisi       |            | svincolata    |
| C        | Sabah Seghir            | Sampdoria  | fine prestito |
| C        | Lucia Strisciuglio      |            | svincolata    |
| A        | Adriana Gomes           | Lazio      | svincolata    |
| A        | Serena Landa            | Pomigliano | fine prestito |
| A        | Romina Pinna            |            | svincolata    |
| A        | Sara Tamborini          | Cesena     | svincolata    |

### Sessione invernale
| Acquisti | Acquisti | Acquisti | Acquisti |
| R.       | Nome     | da       | Modalità |
| -------- | -------- | -------- | -------- |

| Cessioni | Cessioni           | Cessioni | Cessioni   |
| R.       | Nome               | a        | Modalità   |
| -------- | ------------------ | -------- | ---------- |
| D        | Susanna Friedrichs |          | svincolata |

### Operazioni esterne alle sessioni
| Acquisti | Acquisti    | Acquisti | Acquisti |
| R.       | Nome        | da       | Modalità |
| -------- | ----------- | -------- | -------- |
| C        | Yuki Togawa |          | [ 32 ]   |

| Cessioni | Cessioni | Cessioni | Cessioni |
| R.       | Nome     | a        | Modalità |
| -------- | -------- | -------- | -------- |

## Risultati

### Serie A

#### Prima fase

##### Girone di andata
| Arbitro: | Gasperotti (Rovereto) |

|                            |           |               |
| Monnecchi 31’ Sevenius 59’ | Marcatori | 70’ del Estal |

| Arbitro: | Gangi (Enna) |

|  |           |               |
|  | Marcatori | 90+6’ Laurent |

| Arbitro: | Cherchi (Carbonia) |

|                                     |           |  |
| Kaján 83’ (rig.) Boquete 86’ (rig.) | Marcatori |  |

| Arbitro: | Baratta (Rossano) |

|  |           |                         |
|  | Marcatori | 6’ De Rita 19’ Giordano |

| Arbitro: | Costanza (Agrigento) |

|                             |           |  |
| Simonetti 30’ Cambiaghi 46’ | Marcatori |  |

| Arbitro: | Ursini (Pescara) |

|  |           |              |
|  | Marcatori | 70’ Sciabica |

| Arbitro: | De Angeli (Milano) |

|                                                                         |           |  |
| Valdezate 19’ Di Guglielmo 26’, 45’ Viens 32’ Giugliano 66’ Kramžar 90’ | Marcatori |  |

| Arbitro: | Crezzini (Siena) |

|                                 |           |              |
| Martínez 27’ Rabot 90+5’ (rig.) | Marcatori | 47’ Giacobbo |

| Arbitro: | Andreano (Prato) |

|              |           |                                     |
| Gallazzi 12’ | Marcatori | 32’, 45’ (rig.) Caruso 90+4’ Thomas |

##### Girone di ritorno
| Cercola 10 dicembre 2023, ore 15:00 CET 10ª giornata | Napoli           | 0 – 0 referto referto 2 | Como | Stadio comunale Giuseppe Piccolo\| Arbitro: \| Galipò (Firenze) \| |
| Arbitro:                                             | Galipò (Firenze) |                         |      |                                                                    |

| Arbitro: | Manzo (Torre Annunziata) |

|               |           |               |
| Laurent 90+6’ | Marcatori | 58’ del Estal |

| Arbitro: | Cerbasi (Arezzo) |

|                                  |           |                                                    |
| del Estal 72’ (rig.) Corelli 80’ | Marcatori | 32’ Boquete 57’ Catena 73’ Longo 87’ Jóhannsdóttir |

| Genova 20 gennaio 2024, ore 12:30 CET 13ª giornata | Sampdoria         | 0 – 0 referto referto 2 | Napoli | Stadio La Sciorba\| Arbitro: \| Ceriello (Chiari) \| |
| Arbitro:                                           | Ceriello (Chiari) |                         |        |                                                      |

| Arbitro: | Sacchi (Macerata) |

|                            |           |                           |
| Corelli 7’ Kobayashi 90+3’ | Marcatori | 47’, 51’ Magull 84’ Polli |

| Arbitro: | Di Reda (Molfetta) |

|                          |           |  |
| Di Bari 62’ Pleidrup 79’ | Marcatori |  |

| Arbitro: | Zago (Conegliano) |

|  |           |               |
|  | Marcatori | 44’ Giugliano |

| Arbitro: | Mucera (Palermo) |

|                             |           |  |
| del Estal 28’ Di Marino 32’ | Marcatori |  |

| Arbitro: | Bozzetto (Bergamo) |

|                                                |           |                      |
| Girelli 9’ (rig.) Thomas 17’, 90+1’ Grosso 45’ | Marcatori | 90+4’ (rig.) Banusic |

#### Poule salvezza

##### Girone di andata
| Arbitro: | Nigro (Prato) |

|                       |           |               |
| Pettenuzzo 49’ (aut.) | Marcatori | 69’ del Estal |

| 23-24 marzo 2024 2ª giornata |  | – Turno di riposo |  |  |

| Arbitro: | Vingo (Pisa) |

|                                |           |  |
| Tampieri 51’ (aut.) Lázaro 83’ | Marcatori |  |

| Arbitro: | Totaro (Lecce) |

|                                                |           |                               |
| Mascarello 45+2’ Bergamaschi 64’ Dubcová 90+2’ | Marcatori | 62’ del Estal 87’ (aut.) Piga |

| Arbitro: | Di Loreto (Terni) |

|             |           |               |
| Banusic 62’ | Marcatori | 53’ Arcangeli |

##### Girone di ritorno
| Arbitro: | Ceriello (Chiari) |

|             |           |                |
| Banusic 79’ | Marcatori | 45’ Martinovic |

| 1º maggio 2024 7ª giornata |  | – Turno di riposo |  |  |

| Arbitro: | Zoppi (Firenze) |

|                          |           |  |
| V. Della Peruta 14’, 25’ | Marcatori |  |

| Arbitro: | Di Cicco (Lanciano) |

|                 |           |                     |
| Chmielinski 84’ | Marcatori | 11’ (aut.) Gallazzi |

| Arbitro: | Gasperotti (Rovereto) |

|                             |           |           |
| Ferrario 43’, 63’ Manca 60’ | Marcatori | 9’ Lázaro |

#### Spareggio promozione-retrocessione
| Arbitro: | Milone (Taurianova) |

|            |           |                                |
| Labate 72’ | Marcatori | 31’ Pettenuzzo 90+1’ Di Marino |

| Cercola 26 maggio 2024, ore 16:00 CEST Ritorno | Napoli              | 0 – 0 referto referto 2 | Ternana | Stadio comunale Giuseppe Piccolo\| Arbitro: \| Milone (Taurianova) \| |
| Arbitro:                                       | Milone (Taurianova) |                         |         |                                                                       |

### Coppa Italia
| Arbitro: | Gallorini (Arezzo) |

|  |           |                           |
|  | Marcatori | 80’, 90+5’ (rig.) Banusic |

| Arbitro: | Aldi (Lanciano) |

|                                                                                |           |                                                        |
| Lázaro 30’ Chmielinski 45’ Banusic 60’ (rig.), 79’ del Estal 72’ Corelli 90+1’ | Marcatori | 7’ Arcangeli 18’ (rig.) Martinovic 68’ (rig.) Sevenius |

| Arbitro: | Di Cicco (Lanciano) |

|                                      |           |  |
| Chmielinski 36’ (rig.) Kobayashi 80’ | Marcatori |  |

| Arbitro: | Cavaliere (Paola) |

|                                  |           |  |
| Haavi 14’ Linari 33’ Kramžar 84’ | Marcatori |  |

## Statistiche

### Statistiche di squadra
| Competizione      | Punti | In casa | In casa | In casa | In casa | In casa | In casa | In trasferta | In trasferta | In trasferta | In trasferta | In trasferta | In trasferta | Totale | Totale | Totale | Totale | Totale | Totale | DR  |
| Competizione      | Punti | G       | V       | N       | P       | Gf      | Gs      | G            | V            | N            | P            | Gf           | Gs           | G      | V      | N      | P      | Gf     | Gs     | DR  |
| ----------------- | ----- | ------- | ------- | ------- | ------- | ------- | ------- | ------------ | ------------ | ------------ | ------------ | ------------ | ------------ | ------ | ------ | ------ | ------ | ------ | ------ | --- |
| Serie A           | 13    | 13      | 2       | 4       | 7       | 12      | 18      | 13           | 0            | 3            | 10           | 8            | 30           | 26     | 2      | 7      | 17     | 20     | 48     | -28 |
| Serie A spareggio | -     | 1       | 0       | 1       | 0       | 0       | 0       | 1            | 1            | 0            | 0            | 2            | 1            | 2      | 1      | 1      | 0      | 2      | 1      | +1  |
| Coppa Italia      | -     | 2       | 2       | 0       | 0       | 8       | 3       | 2            | 1            | 0            | 1            | 2            | 3            | 4      | 3      | 0      | 1      | 10     | 6      | +4  |
| Totale            | -     | 16      | 4       | 5       | 7       | 20      | 21      | 16           | 2            | 3            | 11           | 12           | 34           | 32     | 6      | 8      | 18     | 32     | 55     | -23 |

### Andamento in campionato
| Giornata  | 1 | 2 | 3 | 4  | 5  | 6  | 7  | 8  | 9  | 10 | 11 | 12 | 13 | 14 | 15 | 16 | 17 | 18 | 19 | 20 | 21 | 22 | 23 | 24 | 25 | 26 | 27 | 28 |
| --------- | - | - | - | -- | -- | -- | -- | -- | -- | -- | -- | -- | -- | -- | -- | -- | -- | -- | -- | -- | -- | -- | -- | -- | -- | -- | -- | -- |
| Luogo     | T | C | T | C  | T  | C  | T  | T  | C  | C  | T  | C  | T  | C  | T  | C  | C  | T  | T  | R  | C  | T  | C  | C  | R  | T  | C  | T  |
| Risultato | P | P | P | P  | P  | P  | P  | P  | P  | N  | N  | P  | N  | P  | P  | P  | V  | P  | N  | -  | V  | P  | N  | N  | -  | P  | N  | P  |
| Posizione | 6 | 9 | 9 | 10 | 10 | 10 | 10 | 10 | 10 | 10 | 10 | 10 | 10 | 10 | 10 | 10 | 9  | 9  | 9  | 9  | 9  | 9  | 9  | 9  | 9  | 9  | 9  | 9  |

Legenda:

Luogo: C = Casa; T = Trasferta. Risultato: V = Vittoria; N = Pareggio; P = Sconfitta.

### Statistiche delle giocatrici
| Giocatore       | Serie A  | Serie A | Serie A     | Serie A    | Coppa Italia | Coppa Italia | Coppa Italia | Coppa Italia | Totale   | Totale | Totale      | Totale     |
| Giocatore       | Presenze | Reti    | Ammonizioni | Espulsioni | Presenze     | Reti         | Ammonizioni  | Espulsioni   | Presenze | Reti   | Ammonizioni | Espulsioni |
| --------------- | -------- | ------- | ----------- | ---------- | ------------ | ------------ | ------------ | ------------ | -------- | ------ | ----------- | ---------- |
| D. Bačić        | 20+2     | -33-1   | 3           | 0          | 1            | 0            | 0            | 0            | 23       | -33    | 3           | 0          |
| M. Banusic      | 20+2     | 3       | 2+1         | 1          | 3            | 4            | 0            | 0            | 25       | 7      | 3           | 1          |
| B. Beretta      | 5        | -12     | 0           | 0          | 3            | -6           | 0            | 0            | 8        | -18    | 0           | 0          |
| S. Bertucci     | 20       | 0       | 1           | 0          | 4            | 0            | 0            | 0            | 24       | 0      | 1           | 0          |
| S. Cammarano    | 1        | 0       | 0           | 0          | -            | -            | -            | -            | 1        | 0      | 0           | 0          |
| G. Chmielinski  | 25+2     | 1       | 3           | 0          | 4            | 2            | 0            | 0            | 31       | 3      | 3           | 0          |
| A. Corelli      | 23       | 2       | 4           | 0          | 4            | 1            | 0            | 0            | 27       | 3      | 4           | 0          |
| A. D'Angelo     | 1        | 0       | 0           | 0          | -            | -            | -            | -            | 1        | 0      | 0           | 0          |
| E. del Estal    | 24+2     | 6       | 2           | 0          | 4            | 1            | 0            | 0            | 30       | 7      | 2           | 0          |
| M. Di Bari      | 19+1     | 0       | 6           | 0          | 3            | 0            | 0            | 0            | 23       | 0      | 6           | 0          |
| P. Di Marino    | 20+2     | 1+1     | 3           | 0          | 2            | 0            | 1            | 0            | 24       | 2      | 4           | 0          |
| F. Fabiano      | 1        | -3      | 0           | 0          | 0            | 0            | 0            | 0            | 1        | -3     | 0           | 0          |
| S. Friedrichs   | 9        | 0       | 1           | 0          | 0            | 0            | 0            | 0            | 9        | 0      | 1           | 0          |
| V. Gallazzi     | 25+2     | 1       | 3           | 0          | 4            | 0            | 0            | 0            | 31       | 1      | 3           | 0          |
| G. Giacobbo     | 22+2     | 1       | 2           | 0          | 3            | 0            | 0            | 0            | 27       | 1      | 2           | 0          |
| A. Giai         | 14+2     | 0       | 3+1         | 0          | 2            | 0            | 0            | 0            | 18       | 0      | 4           | 0          |
| M. Gianfico     | 6        | 0       | 1           | 0          | 0            | 0            | 0            | 0            | 6        | 0      | 1           | 0          |
| N. Kajzba       | 15       | 0       | 1           | 0          | 4            | 0            | 0            | 0            | 19       | 0      | 1           | 0          |
| M. Kobayashi    | 24+2     | 1       | 1           | 0          | 3            | 1            | 0            | 0            | 29       | 2      | 1           | 0          |
| G. Langella     | 1        | 0       | 0           | 0          | 1            | 0            | 0            | 0            | 2        | 0      | 0           | 0          |
| P. Lázaro       | 23+2     | 2       | 4           | 0          | 4            | 1            | 0            | 0            | 29       | 3      | 4           | 0          |
| C. Mauri        | 19+2     | 0       | 1           | 0          | 2            | 0            | 0            | 0            | 23       | 0      | 1           | 0          |
| A. Pellinghelli | 17+2     | 0       | 0           | 0          | 3            | 0            | 0            | 0            | 22       | 0      | 0           | 0          |
| T. Pettenuzzo   | 24+1     | 0+1     | 4+1         | 0          | 4            | 0            | 0            | 0            | 29       | 1      | 5           | 0          |
| Y. Togawa       | 1        | 0       | 0           | 0          | -            | -            | -            | -            | 1        | 0      | 0           | 0          |
| F. Veritti      | 7+1      | 0       | 2           | 0          | 4            | 0            | 0            | 0            | 12       | 0      | 2           | 0          |